# Cachryx alfredschmidti
Cachryx alfredschmidti – gatunek gada z rodziny legwanowatych (Iguanidae).

## Występowanie
Jest to endemit występujący tylko we wschodnim Meksyku, w stanach Campeche i Quintana Roo. Stwierdzenia z Gwatemali dotyczą Cachryx defensor.
Jego siedlisko to nizinne (od 50 do 100 m n.p.m.) lasy klimatu zwrotnikowego i podzwrotnikowego. Utrata tego środowiska jest przyczyną zagrożenia dla tego gatunku.